# Kanton Huamboya
Der Kanton Huamboya befindet sich in der Provinz Morona Santiago im Südosten von Ecuador. Er besitzt eine Fläche von 663,5 km². Im Jahr 2020 lag die Einwohnerzahl schätzungsweise bei 12.380. Verwaltungssitz des Kantons ist die Ortschaft Huamboya mit 900 Einwohnern (Stand 2010). Der Kanton Huamboya wurde im Jahr 1992 eingerichtet.

## Lage
Der Kanton Huamboya befindet sich im Norden der Provinz Morona Santiago. Das Areal erstreckt sich über das Amazonastiefland am Fuße der Cordillera Real. Der Unterlauf des Río Palora sowie der Río Pastaza begrenzen den Kanton im Nordosten. Der Río Chiguaza entwässert einen Großteil des Kantons nach Nordosten zum Río Pastaza. Die Fernstraße E45 (Macas–Puyo) durchquert den Kanton. Zum Hauptort Huamboya zweigt eine Stichstraße nach Norden ab.
Der Kanton Huamboya grenzt im Nordosten an die Provinz Pastaza, im Osten an den Kanton Taisha, im Süden an den Kanton Morona sowie im Nordwesten an den Kanton Pablo Sexto sowie im Norden an den Kanton Palora.

## Verwaltungsgliederung
Der Kanton Huamboya ist in die Parroquia urbana („städtisches Kirchspiel“)
- Huamboya

und in die Parroquia rural („ländliches Kirchspiel“)
- Chiguaza

gegliedert.